# Nový rybník (přírodní rezervace, okres Pelhřimov)
Nový rybník je přírodní rezervace, vyhlášená v roce 1997 a leží u obce Horní Ves. Předmětem ochrany jsou mokřadní a luční ekosystémy a vyskytující se chráněné druhy.

## Galerie

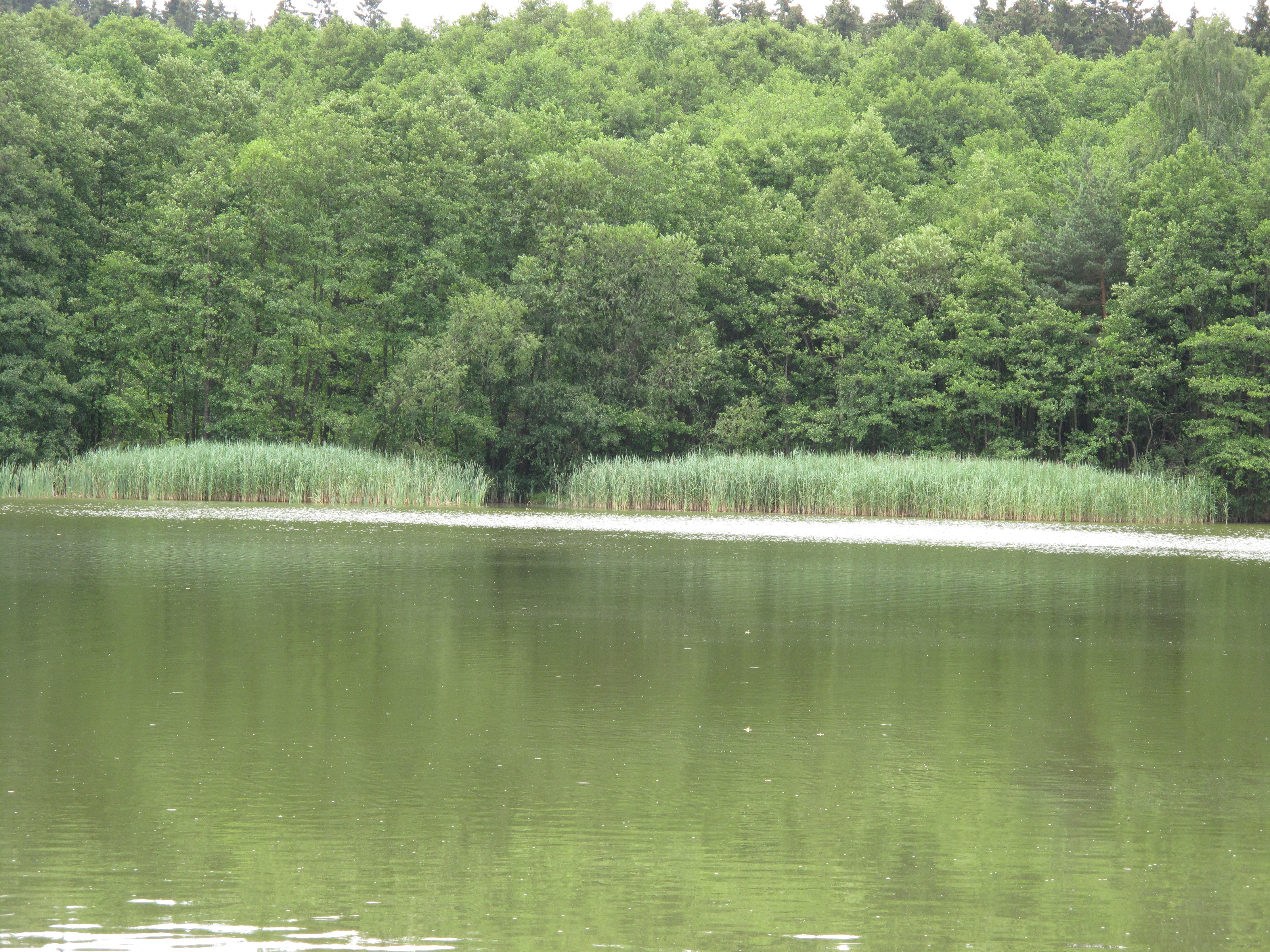
Pobřežní rákosiny
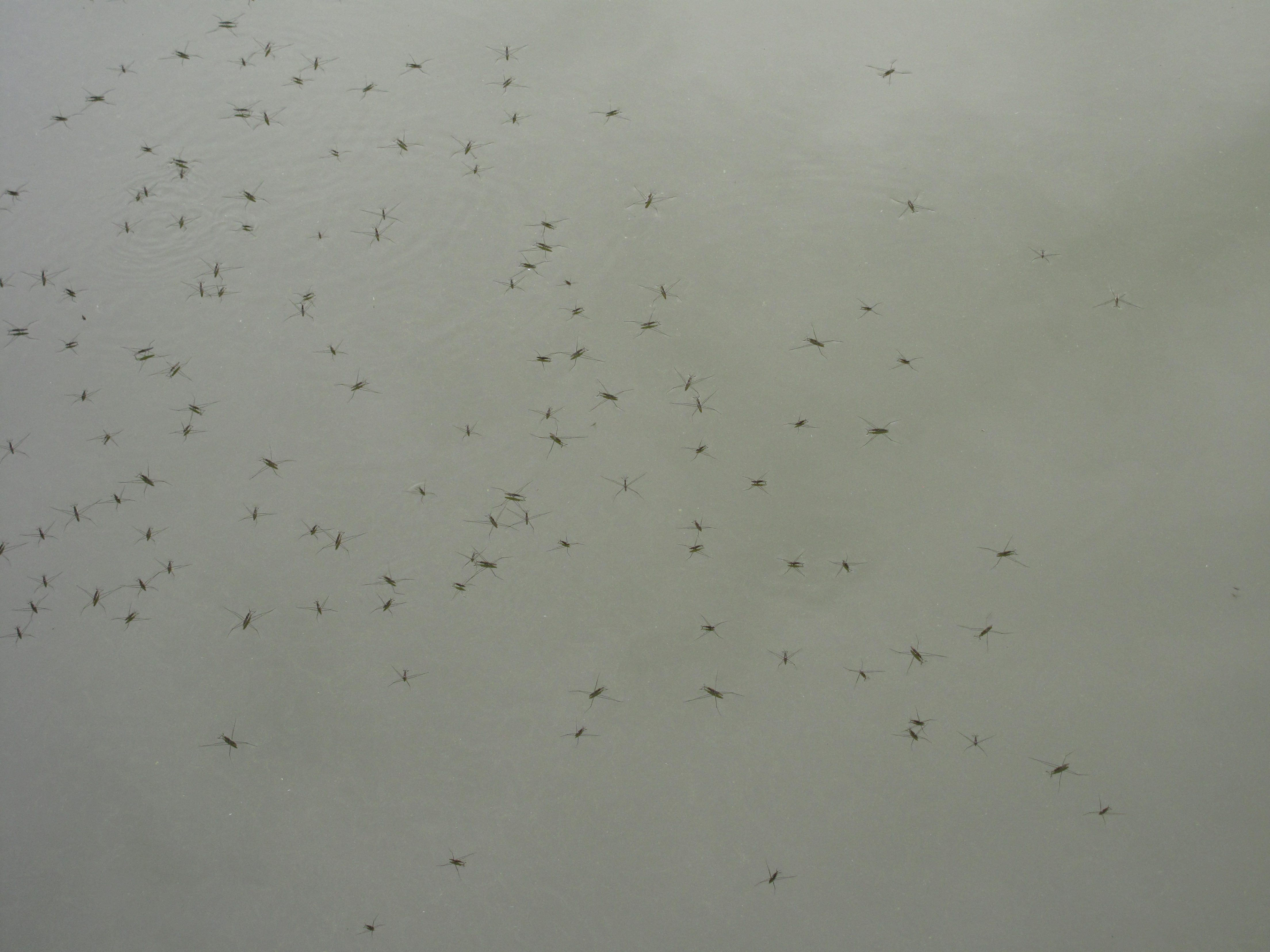
Vodoměrky
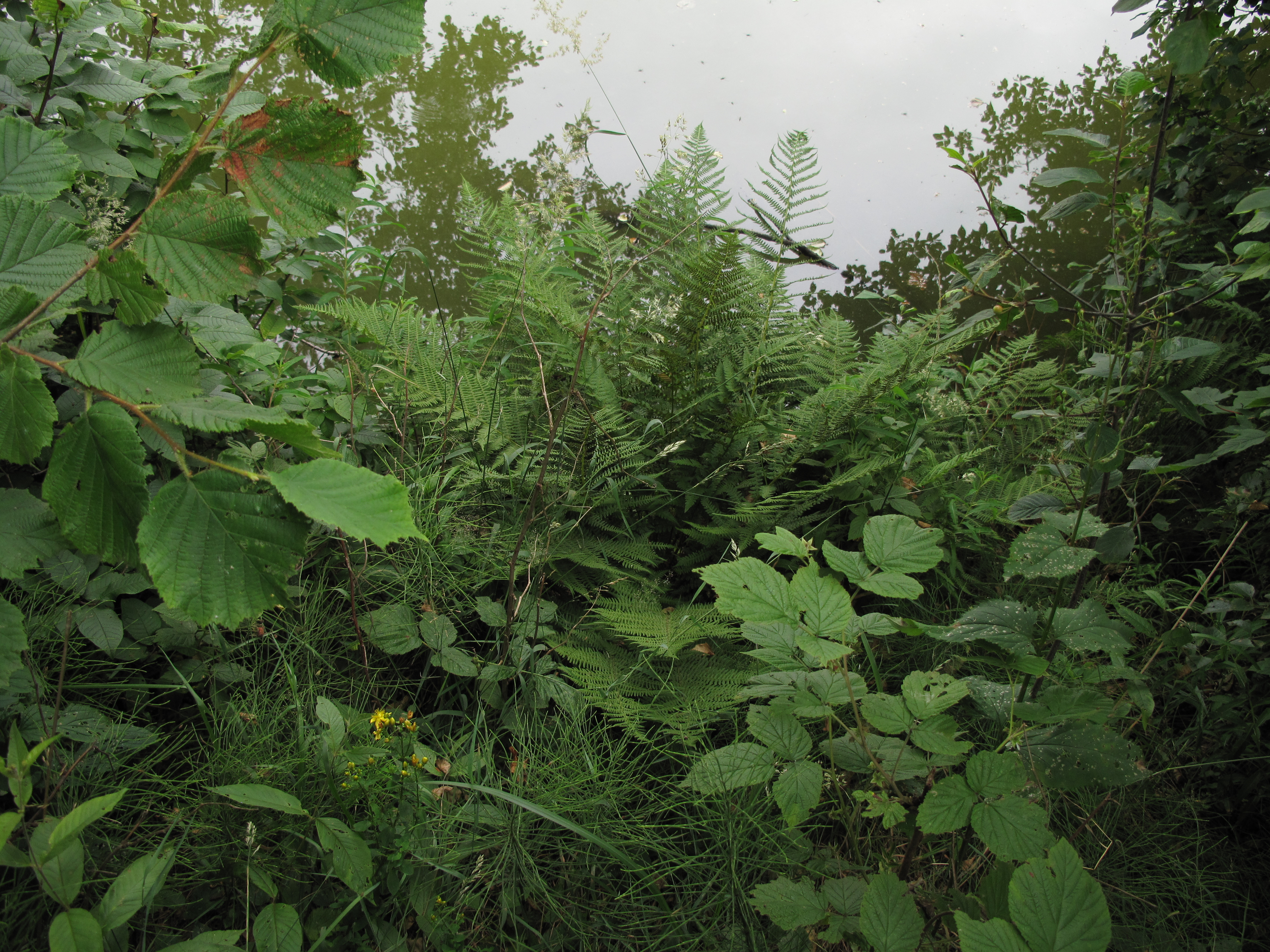
Kapraď a líska na hrázi